# Herrenreiter-Fall
Das so genannte Herrenreiter-Urteil ist eine Entscheidung des Bundesgerichtshofs (BGH) vom 14. Februar 1958 (BGHZ 26, 349). Es handelt sich um eine der wichtigsten höchstrichterlichen Entscheidungen im deutschen Recht zum zivilrechtlichen Schutz des allgemeinen Persönlichkeitsrechtes. Mit ihr wurde die Möglichkeit eröffnet, Schmerzensgeld bei der unbefugten Veröffentlichung von Bildern zu verlangen.

## Sachverhalt

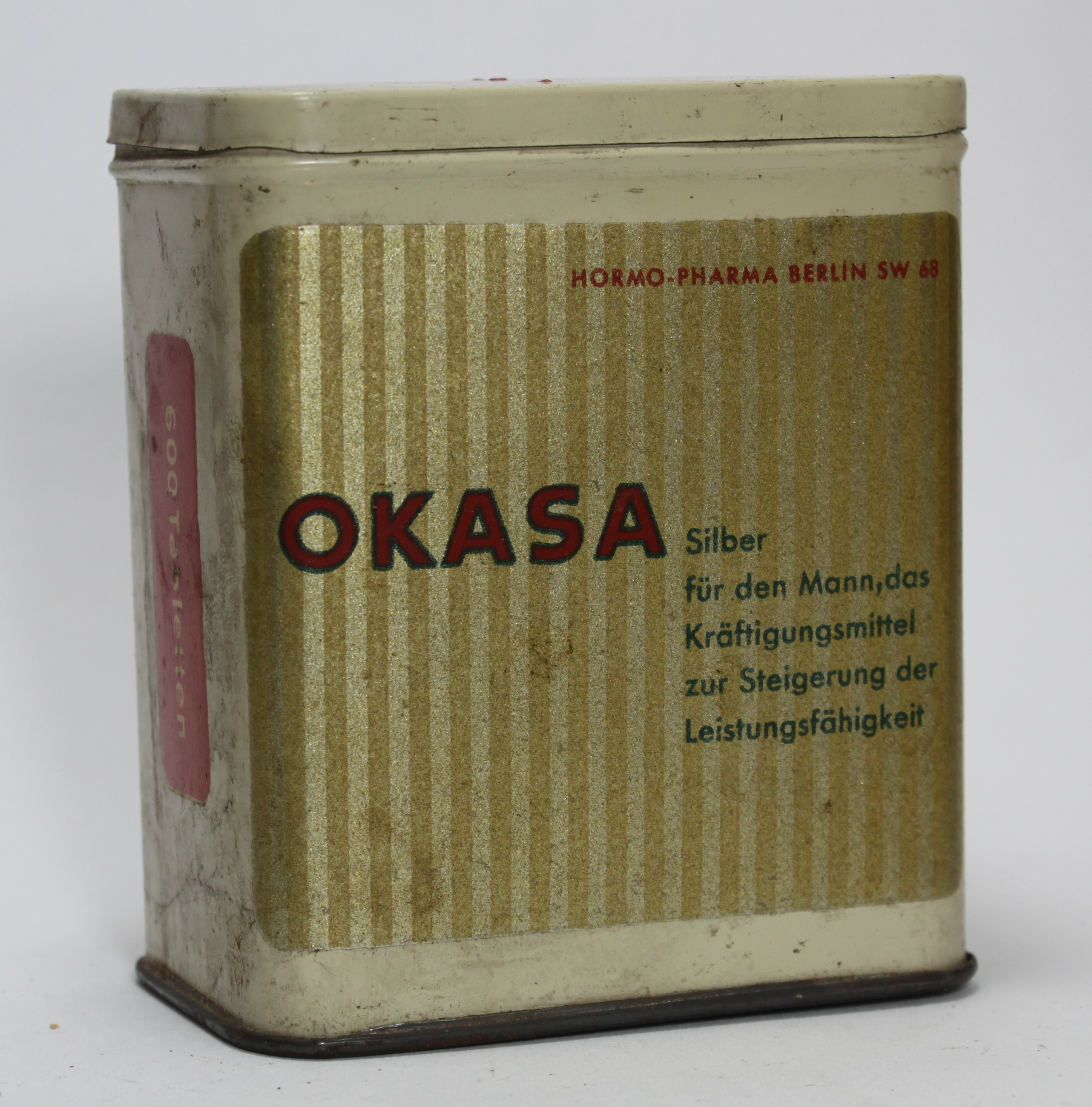
Okasa Silber

Der Entscheidung lag der folgende Sachverhalt zugrunde: Der Kläger betätigte sich als Herrenreiter (ein Amateurreiter auf eigenem Pferd) auf Turnieren. Die Beklagte, die Hormo-Pharma KG, war Herstellerin des pharmazeutischen Präparats Okasa, das nach der Vorstellung weiter Bevölkerungskreise auch der Hebung der sexuellen Potenz diente. Sie hatte zur Werbung für dieses Mittel in der Bundesrepublik ein Plakat mit der Abbildung eines Springreiters verbreitet, dem ein Originalfoto des Klägers zugrunde lag. Eine Einwilligung zur Verwendung seines Bildes hatte der Kläger nicht erteilt. Der Kläger forderte von der Beklagten Schadensersatz in Höhe von 15.000 DM.
Das Oberlandesgericht Köln als Berufungsgericht billigte dem Kläger Schadensersatz in Höhe von 10.000 DM (heute inflationsbereinigt rund 
28.000 Euro) zu, da sein durch Art. 1 und Art. 2 Grundgesetz geschütztes allgemeines Persönlichkeitsrecht verletzt sei. Als Schaden billigte das Oberlandesgericht dem Kläger der Höhe nach unter dem Gesichtspunkt einer entgangenen Lizenzgebühr einen Betrag zu, den er hätte verlangen können, wenn zwischen den Parteien ein Vertrag zu angemessenen Bedingungen zustande gekommen wäre. Es konnte sich hierbei auf eine frühere Entscheidung des Bundesgerichtshofes im sogenannten Paul-Dahlke-Fall stützen. Der Bundesgerichtshof lehnte eine Berechnung auf der Basis der Lizenzanalogie allerdings ab, da im vorliegenden Fall der Kläger sich gerade unter keinen Umständen zu einer Verwendung des Fotos bereit erklärt hätte. Eine derartige Berechnung würde unterstellen, dass sich der Kläger für Geld doch hätte umstimmen lassen, es sei vielmehr ein wirtschaftlich nicht messbarer Vermögensschaden entstanden.
Der Bundesgerichtshof billigte dem damaligen Kläger ein Schmerzensgeld (gemäß § 847 BGB a.F., heute würden § 823 Abs. 1 BGB iVm Art. 1 Abs. 1, 2 Abs. 1 GG Anwendung finden) in der vom Oberlandesgericht ausgeurteilten Höhe zu. Es stellte hierbei die Verletzung des Rechtes am eigenen Bild der Verletzung des in § 847 BGB a.F. geschützten Rechtsgutes der Freiheit gleich. Die frühere Rechtsprechung spiele keine Rolle, da es sich im Paul-Dahlke-Fall um einen konkreten Schaden gehandelt habe, im Herrenreiter-Fall aber gerade nicht. Dem Schmerzensgeld komme die Funktion zu, dem Geschädigten einen angemessenen Ausgleich für diejenigen Schäden, diejenige Lebens- (oder Persönlichkeits-)Minderung zu bieten, die nicht vermögensrechtlicher Art sind.